# John Peaks
John Peaks är en bergstopp i Antarktis. Den ligger i Sydorkneyöarna. Argentina och Storbritannien gör anspråk på området. Toppen på John Peaks är 415 meter över havet.
Terrängen runt John Peaks är varierad. Området är obefolkat. 